# Isla Jacquemart
La isla Jacquemart es el nombre de un islote rocoso al sur de la isla Campbell, en el archipiélago de las islas Campbell. Es comúnmente catalogada como la isla más meridional de Nueva Zelanda, en realidad es un islote sin nombre que está a 50 metros al sur de la isla Jacquemart. Hasta que el resto de las islas Campbell fueron limpiadas de especies introducidas , las ratas en 2001. La isla Jacquemart era el último refugio del correlimos de Campbell una especie sin describir o de la especie correlimos de Nueva Zelanda (Scolopacidae). Después de la restauración de la isla, la erradicación de las ratas el correlimos comenzó a colonizar de nuevo el resto del archipiélago.